# Dazed and Confused
A Dazed and Confused a Led Zeppelin 1969-es Led Zeppelin című, debütáló albumának negyedik dala. A szerzemény a Led Zeppelin előadásában lett világhírű, de eredetileg Jake Holmes amerikai folkénekes írta, akinek első "The Above Ground Sound" of Jake Holmes című albumán jelent meg 1967 júniusában. A dalról sokan tévesen azt tartották, hogy egy rossz LSD-utazásról szól, de Holmes ezt később cáfolta. A szám tetszett a már Jimmy Page gitárossal turnézó The Yardbirds zenekarnak, ezért sajátos feldolgozást készítettek belőle. Stúdiófelvétel nem készült, de az együttes pályájának a végén turnéik középpontjába került. Koncertfelvétele I’m Confused címmel felkerült a Live Yardbirds: Featuring Jimmy Page című félhivatalos albumra.
Page a Led Zeppelin debütáló albumára is feltette a számot, amely a lemez központi darabjának is tekinthető. Összezavarodottságot és nyugtalan hatást keltő darab, amelynek kísérteties hangulata mellett a dal elején hallható, basszusgitáron játszott dallam, valamint Page virtuóz gitárszólója a legismertebb részei. A dal különlegessége, hogy az elborult pszichedelikus részeknél Page csellóvonóval játszott gitárján. Ezt az eljárást már a Yardbirds koncertjein is alkalmazta, ugyancsak ennél a dalnál. A Zeppelin zenészei az albumra került dalt csak „nyersanyagnak” tekintették, amelynek a középrészét a koncertek alkalmával újabb és újabb improvizációkkal bővítették ki. Pályafutásuk nagy részében a koncertek állandó darabjának számított. Page önmagát tüntette fel szerzőként, ezért Holmes az 1980-as években megkísérelte felvenni a kapcsolatot Page-dzsel a dalszerzési jóváírás kapcsán, de választ nem kapott. 2010-ben Holmes pert indított, és az ügyet bíróságon kívül rendezték. Az azóta kiadott Led Zeppelin anyagokon az van feltüntetve, hogy a szerzője Page, akit Holmes inspirált.

## Történet

### Jake Holmes változata
Az 1960-as évek elején Jake Holmes számos ismert, és különböző stílusú előadóval koncertezett és készített felvételeket. Nagy befolyást gyakorolt rá a pszichedelikus rock irányzat, valamint olyan zenekarok, mint a The Byrds és a The Blues Project. Amikor a Dazed and Confused című számot megírta, akkor, elmondása szerint, az említetteken kívül a sötét hangulatú blueszene is hatott rá. 1967 tavaszán felvette, "The Above Ground Sound" of Jake Holmes című debütáló szólóalbumát, amelyre a Dazed and Confused is felkerült. A lemezt a Tower Records kiadó jelentette meg 1967. július 10-én.
Az album többi dalához hasonlóan egyáltalán nem hallható benne dob. A felvételeken Holmes gitározott, billentyűs hangszereken játszott és énekelt, Ted Irwin gitározott, Lee Underwood pedig basszusgitározott. Holmes éneklése hangos és éles, a dal szövege pedig paranoiás és sötét jellegű, különösen a you’re out to get me/you’re on the right track és az I’m being abused/I’m better off dead soroknál. Ezek a szövegek, kiegészítve a hangszeres zenerészek tördelt és disszonáns vonásaival, félreértelmezésre adtak okot. A dalról sokan tévesen azt tartották, hogy egy rossz LSD-utazásról szól. Holmes ezt később cáfolta; 2001-ben interjút adott a Shindig! magazinnak, melyben ezt mondta a dalról: Sohasem próbáltam ki az LSD-t. Csak füveztem, elég gyakran, de LSD-t soha nem használtam. Féltem tőle. A dal egy lányról szól, aki még nem döntötte el, hogy velem akar-e maradni, vagy sem. Olyan, mint a többi szerelmesdal. A dal szerkezete E-mollból kiindulva moduláris irányt vesz, egy csökkenő kromatikus basszusfutamra építkezve (EGF # -FE, majd EDC # -CB). Az erre rájátszó gitárakkordok fényesen csengenek, majd hajlékony hangok sorát lehet hallani, miközben egy fenyegető és hangos ütem szolgáltatja a dal ritmusát. A szám feszült és sötét hangulata némileg feloldódik egy „savas” gitárszólóban.
1967 augusztusában Holmes a Yardbirds előtt lépett fel a New York-i (Greenwich Village-i) koncerten. Holmes visszaemlékezése szerint „életem hírhedt pillanata volt, amikor a Dazed and Confused Jimmy Page szerető karjaiba és kezébe esett.” Holmes tisztában volt azzal, hogy a szám megjelent a Led Zeppelin debütáló albumán 1969-ben, de nem követte nyomon a történteket. Nem értesítette a sajtót, a zenekart sem perelte be, csak egy levelet írt nekik: „Megértem, hogy ez csapatmunka volt, de igazán odaírhattátok volna a nevemet, vagy adhattatok volna egy jelképes összeget.” A levélre sosem kapott választ, és ő sem írt újabbat. 2010 júniusában Holmes keresetet indított a Led Zeppelin gitárosa, Jimmy Page ellen a szerzői jogok megsértése miatt, mivel ő már két évvel azelőtt megírta és rögzítette a Dazed and Confusedot, mielőtt az megjelent a Led Zeppelin debütáló albumán. A bírósági iratokban Holmes hivatkozott a Dazed and Confused 1967-es szerzői jogi regisztrációjára, amelyet 1995-ben megújítottak. 2011 őszén peren kívüli egyezségre került sor a felek között, ezért a bíróság 2012. január 17-én elutasította az ügy további folytatását.
Az ASCAP, mely a kiadott dalokat sorszámmal látja el, a két változatnak két külön számot adott. Általános gyakorlat szerint a feldolgozások sorszáma megegyezik az eredetivel, kivéve, ha a feldolgozás annyira különbözik az eredetitől, hogy új számot kell kapnia. Holmes dalának a kódja 340119544, a Led Zeppeliné pedig 340128276. A továbbiakban minden hivatalosan megjelent kiadványon fel lett tüntetve, hogy a dal szerzőjét, Page-et Holmes inspirálta.

### A The Yardbirds változata: I'm Confused
1966 végére az angol rockegyüttes a The Yardbirds már egyre kevesebbszer került fel a Top40-es kislemezpiacra, ezért inkább a folyamatos turnézásra kezdtek koncentrálni. 1967 júliusában kvartettként kezdték meg második turnéjukat az Egyesült Államokban, mivel Jeff Beck távozása után, az egyetlen gitáros Jimmy Page maradt. Az együttes több ellen kulturális helyen is bemutatkozott, például a San Franciscó-i Fillmore Auditoriumban. Koncertjeik változatosabbak lettek a kiterjesztett, hangszeres improvizációk révén, valamint Page olyan instrumentális gitárdarabokat is bemutatott, mint a White Summer és a Glimpses.
1967. augusztus 25-én, a The Yardbirds Greenwich Village-i Village Theaterben adott koncertet, ahol Jake Holmes és a The Youngbloods játszott a zenekar előtt. A Yardbirds tagjaiból Jim McCarty volt az egyetlen, aki jelen volt Holmes előadásán. Tetszett neki a  "Dazed and Confused" , és másnap megvette az albumot, amelyet később a zenekar többi tagjának is lejátszott. Holmes produkciója megfogta az együttest, ezért elhatározták, hogy feldolgozzák a dalt. Átdolgozták, összpontosítva a basszusgitár által hozott alapokra, de Page további gitárriffeket is írt a dal közepére. Miközben új zenei részeket fejlesztettek a számhoz, további koncertek következtek az Egyesült Államokban. Holmes dalának áradó légköre, a basszusgitár szerepe, valamint a legtöbb dalszöveg megmaradt. Page megduplázta a basszusgitár szólamát, amiket Holmes előadásain két akusztikus gitár hozott. A dobok hangsúlyosabb szerepével, és Page overdrive torzítópedállal megszólaló Fender Telecaster gitárjával a dal eltávolodott Holmes folk hangzású produkciójától. Keith Relf énekes kezdetben Holmes dalszövegeit követte, de később gyakran megváltoztatta a sorrendet vagy kevert hozzá sorokat különféle versekből. Mick Wall, a Led Zeppelin életrajzírója úgy érzi, hogy Relf csak "kissé változtatta meg" a dalszöveget, míg Page életrajzírója, Martin Power "új szövegek írásával" hitelesíti Relf szerepét a dalban. A Yardbirds krónikusa, Greg Russo leírta, hogy a dal fokozatosan átment Holmes eredeti dalszövegeiről egy alternatív dalszövegkészletre, amely Jake Holmes és Keith Relf szavait egyesítette magába.
A Yardbirds legfontosabb újításai a hangszeres szünetek és a kiterjesztett hangszeres középső szakasz voltak. Susan Fast író-pedagógus a szövegek között megjelenő és a Page témái után megjelenő szüneteket "olyan részletként írja le, amelyek jelentősen hozzájárulnak a darab drámájához, óriási feszültséget okozva minden egyes szöveg végén, mielőtt a következőre lépne."  Saját verziójukban Jimmy Page vonóval játszott gitárján, valamint a hangszeres részek is nagyobb szerepet kaptak. A vonós gitárbetét már a dal indulásakor jelen van, amelyre Relf ének és szájharmonika hangjai válaszolnak. Page azt állította, hogy a csellóvonóval való gitározás ötletét idősebb David McCallum hegedűművész adta neki. Page még a session munkái során találkozott korábban McCallum-mal. Eddie Phillips, a The Creation gitárosa volt az első gitáros, aki hegedűvonóval is játszott, még 1966-ban. Ezt a technikát a zenekar Makin' Time című dalában használta. Az íves szerkezet lehetőséget ad Page megterhelt szólójára, amelyet a basszusgitár ostinatoja támaszt meg, a gyors, 4/4-es ritmikájú dobképlettel. Ezt követően a dal még a codát alkalmazó befejezés előtt visszatér a lassú, 12/8-os szerkezethez. A koncerteken fokozatosan változtattak a hangszerelésén, és a szám hossza is rendre váltakozott.  A Yardbirds feldolgozása, amelyben mind a négy tag közreműködött, hamarosan Holmes eredeti művének jelentős átdolgozásához vezetett. Chris Dreja basszusgitáros később azt mondta, hogy Megtaláltuk, elrendeztük és lejátszottuk. Bizonyos értelemben nagyszerű volt, mert nagyon kábultnak és zavartnak éreztük magunkat. Ralph Hulett a Whole Lotta Led: Our Flight with Led Zeppelin című könyv szerzője szerint hosszú utat tettek meg azóta, hogy egy rhythm and bluest játszó londoni zenekar voltak. Az I'm Confused progresszív rock volt a Yardbirds stílusában.
A dal hamarosan a Yardbirds utolsó évének állandó darabjává vált. A szám 1967 végén rövid amerikai turnéjuk alatt debütált, amelynek egyik helyszíne a Village Theater volt, ahol először hallotta McCarty Jake Holmes előadásában. Amikor visszatértek Angliába, az együttes kilenc perces verziót mutatott be 1968 januárjában, majd a teljes kvartett felvette az utolsó Think About It című kislemezüket. Érdekesség, hogy ennek a dalnak a középső szakaszában Page a "Dazed and Confused" gitárszólójának rövidített változatát is felhasználta. Március 5-én és 6-án a BBC Radio számára mutatták be a dalt. A Led Zeppelin életrajzában a When Giants Walked the Earthben a szerző Mick Wall megjegyzi, hogy egy viszonylag tömör, 5:48 hosszúságú verzió hangzott el, amely zeneileg szinte azonosnak hangzik azzal a számmal, amelyet Page az első Zeppelin albumra rögzített (Led Zeppelin stúdió verziója 6:28-ig tart). Egy másik rövid (5:46) előadást a francia televízió készített március 9-én a Bouton Rouge számára. Az AllMusic kritikusa, Bruce Eder megjegyezte, hogy ez a verzió sokkal jobb, mint ugyanazon hónapban lejátszott (később hivatalossá vált) Anderson Theatre-beli előadás. 1968. március 28-án a Yardbirds visszatért New York-ba, hogy megkezdhesse végső amerikai turnéját. Az Anderson Theatre-ben, március 30-án megrendezett koncertjük előtt az Epic Records, az együttes amerikai lemezkiadójának képviselői arról tájékoztatták őket, hogy koncertalbumot szándékoznak kiadni a koncertről. A zenekar úgy érezte, hogy nincs felkészülve, de nem hagyták abba a koncertet, és harmadik számként elhangzott az "I'm Confused". A visszajátszások után csalódott a zenekar és elutasította a felvételek élő albumként történő kiadásának ötletét. Azonban miután Page hírnévre tett szert a Led Zeppelinben, az Epic 1971-ben kiadta az albumot, amelyen a dal az "I'm Confused" címmel szerepelt. Mivel a kiadó nem törvényes módon járt el, egy hétnél tovább nem értékesítették a kiadványt. A felvétel és a zenekar teljesítménye nyers volt és durva, és Eder az Allmusicban megjelent beszámolójában azt írta, hogy a dal egy lassú blues, ami sötét, tiltó és intenzív, jobban mint bármi, amit a zenekar valaha készített. A felvétel megmutatta, hogy a későbbiekben merre kíván tovább tartani Page zeneileg. Bár hivatalos stúdiófelvétele sosem készült, a Anderson Theatre-beli koncertfelvétel a Live Yardbirds: Featuring Jimmy Page című félhivatalos albumon elérhető maradt. 2017-ben Page az Anderson Theatre koncert felvételeivel együtt egy Yardbirds válogatás keretében (Yardbirds '68) hivatalosan is hozzáférhetővé tette, amelyen már "Dazed and Confused" címmel szerepel.
A "Dazed and Confused" számos élő felvételen megjelent a Yardbirds koncertalbumain. Ha a dalt bemutatták, azt "Dazed and Confused"-nek hirdették - nem ismeretes, hogy az Epic miért nevezte mindig "I'm Confused"-nek. Koncertfelvételeken való megjelenése:
- Ismeretlen helyszín, Anglia (1968 január) – Glimpses 1963–1968, megjelent: 2011[30]
- BBC Radio rádióműsor, Anglia (1968. március  5-6.) – Glimpses 1963–1968, megjelent: 2011[31]
- Bouton Rouge televíziós adás, Franciaország (1968. március 9.) – Cumular Limit, megjelent: 2000[32]
- Anderson Theatre, New York City (1968. március 30.) – Live Yardbirds: Featuring Jimmy Page, megjelent: 1971, Yardbirds '68 (2017)[37]
- Shrine Auditorium, Los Angeles (1968. május 31 & június 1.) – Last Rave-Up in L.A.[32]

### A Led Zeppelin változata

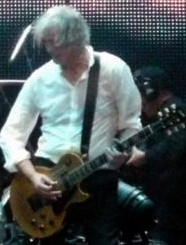
A dal elhangzott a 2007-es londoni fellépésen is

A Dazed and Confused a Led Zeppelin előadásában vált ismertté és legtöbben még ma is az együttes nevéhez kötik a dalt. A Yardbirds 1968-as feloszlása után Page újból átdolgozta, immár a Led Zeppelin tagjaként. A zenekar basszusgitárosa, John Paul Jones szerint az első próbájuk alkalmával a londoni Gerrard Street-ben, Page lejátszotta a szám riffjeit, és hozzátette, hogy ezt a számot meg akarja majd csinálni az első lemezre. Saját változatukat 1968 októberében, a londoni Olympic Studiosban vették fel; a dal felkerült 1969-ben megjelent első, Led Zeppelin című albumukra. Ez volt a második szám, amelyet a stúdiózás során rögzítettek. Page a felvételek során a Fender Telecaster gitárját és hegedűvonót használt, ugyanúgy ahogy korábban a Yardbirds koncertek esetében is. Ez volt az első a négy Led Zeppelin-dal közül, melyben Page vonóval játszott. A másik három a How Many More Times (szintén az első albumról), az In the Light (Physical Graffiti) és az In the Evening (In Through the Out Door). Page elmondása szerint Robert Plant énekes új dalszövegeket írt, ami viszont nem lett feltüntetve az album borítóján, mivel Plant a Chrysalis Records felé még szerződéses kötelezettségekkel rendelkezett. A dalszöveg és az ének kivételével a dal hasonló maradt a Yardbirds 1968-as utolsó turnéján előadott verziójához, bár azért a különbségek is megmutatkoznak. Keith Relf énekének a szám elején és végén van szerepe, és stílusa hasonló, mint Donovannak a Season Of The Witch és a There Is A Mountain című számokban. Énekével nem állt Page útjába, hagyta hogy a gitáros kibontakozhasson és hosszú szólót játszhasson. Ez a megoldás nagyon jól működött a koncerteken, biztosítva Page számára, hogy a közönség előtt alakíthassa hegedűvonós technikáját.
Az első Led Zeppelin album felvételekor azonban valami sokkal kevésbé sablonosra vágyott, a hangszeres technikák változatosabb és szokatlanabb módon való megközelítését kereste. Ebben Plant-től kapott segítséget, aki a Zeppelin változatában aktív résztvevővé válik Page mellett. Kiáltásai, morgásai és sikolyai lehetővé teszik a gitáros számára, hogy újragondolja a saját szerepét, és "zenekaribb" irányból közelítse meg a dalszerkesztés általános kérdéseit. Ezáltal felsőbb szintre léphetett az énekszólam és a hangszerek szakavatott összedolgozásában, elkerülve a szokványos ének-szóló-ének dalszerkezetet. Ennek a fajta megközelítésnek és együttműködésnek döntő jelentősége volt abban, hogy Page és zenekara saját, külön úton fejlődhetett tovább.  Plant énekhangja nyers és erőteljes, egyszerre könyörtelen és szenvedélyes. Egy későbbi interjúban Plant kissé szégyenkezve gondolt vissza, az itt hallható előadásáról: „Visszatekintve úgy érzem, kissé hisztérikus voltam. Eléggé túlzásba vittem azt a nyílt torkú falzettót. Jó lenne, ha leradírozhatnám a Led Zep 1 összes példányáról azt a Hmmm, hmmm, baby, baby, cuccot. Úgy gondolom, tanácsosabb lett volna egy kicsit visszafogni magam. Beletrappoltam egy nagyon nyitott, szabad, hömpölygő rock and roll kellős közepébe.“
A szerzemény Jones lassú, sétáló basszusgitár szólamával indul, amelyre az ereszkedő akkordmenetek révén nyugtalanító és borongós hangulat jellemző. Page kiterjesztett hangszerelése hatásos, amely kiválóan jeleníti meg a pokoli gyötrődés érzetét. A hangzás tökéletes összhangban van azzal a kamaszkort követő szorongással amiről Plant énekel. A dalszöveg középpontjában a lírai én pokoli kínjai állnak, aki egy nő iránti érzései révén belerokkan szerelmi gyötrődésébe (soul of a woman, was created below). Plant a tökéletes megtestesítés érdekében nyöszörgő, fájdalommal teli stílussal adja elő magát. Noha a versszakok tagolásával sehol nem tartja a szabályos taktust, mindig lemarad és szándékosan az ütem végére kerül, ezzel olyan hatást kelt, mintha elvesztette volna az egyensúlyát. Ezzel a megoldással még inkább kihangsúlyozza azt a zavarodottságot, amely a dal központi üzenetét képezi. A hallgató már a szám kezdetekor sem érezhet kiszámíthatóságot, és "biztos talajt a lába alatt". A dal közepén (3:29-nél) hirtelen egy "alla breve" hangszeres szakasz bevezetője kezdődik, a tempó felgyorsul, Page gitárján egy ingerült szólót játszik, amelyben a  hegedűvonó és a sajátságos pengetés különleges keveréke társul. Miután ez a heves, adrenalintól túlfűtött szakasz véget ér, az eredeti témához térnek vissza. John Bonham darabos, robbanásszerű dobolása sokat hozzátesz a dal erejéhez, egyúttal össze is tartja azt. Ralp Hulett a Whole Lotta Led: Our Flight with Led Zeppelin című könyv szerzője az első album központi darabjának tartja, amelyről a következőképpen írt: „Amikor a Dazed and Confused véget ért, lélekbénító, fenyegető érzés uralkodott a szobámban. Az a sötét, fenyegető világ, amelyet Page visszhangos, zuhanó hangjaival és Plant vad kiáltásaival festett, még ott lebegett az emlékezetben, akkor is, amikor már a második oldal szólt.“
A dal nem csak stílusa miatt volt újszerű, hanem Page produceri munkája révén is. A darab célja érdekében gyakran használja a zengetést, visszhangot, változatos gitárkeveréseket és textúrákat. A hangzás általános szövetének egyenletessége mindvégig fennmarad, annak ellenére is, hogy a különböző tempóváltások, hangszerkombinációk, éneklési stílusok sokoldalúságot vonultatnak fel. A dallal Jimmy Page zenei sokszínűséget teremt meg, amely nemcsak a gitárján előadható hangkülönlegességek terjedelmében mutatkozik meg, hanem abban is, hogy zenésztársai teljesítményei is ragyogóan megjelennek. A "Dazed and Confused"-ben megtalálhatóak a zenekar korai stílusának fő jellemvonásai. Többek között a hangzás akkoriban példa nélküli súlyossága, amit együtt teremtett meg Bonham brutális és mély dobolása, Jones basszusa, valamint Page kemény, de kifinomult, hasítóan eredeti gitárszólama. 1968 és 69 folyamán sok zenekar tűzött ki célként hasonló megszólalást (Cream, Jimi Hendrix), de a hangzásnak azt a mélységét, és széles terjedelmét, ami a dalban (és az első album egészén) hallható, Page érte el elsőként.
A Whole Lotta Love megjelenéséig az együttes koncertjeinek központi darabjává vált.  Élőben a gyors középrészt leszámítva az egész dalt lassabban játszották, többtételes improvizációvá fejlesztették, így hossza 1975-re elérte a 45 percet (egyes források szerint a 60 percet is). Eleinte a stúdiófelvételhez hasonlóan adták elő, ám a későbbiekben mind több változtatást eszközöltek rajta. 1969 közepére (1970 elejére mindenképp) a vonós rész alatt a teljes zenekar elhallgatott, lehetővé téve, hogy Page szabadabban rögtönözhessen. 1972-re újabb improvizációs részt adtak a vonós szekció és az ének közé. A gyors részt is meghosszabbították, hogy lehetőségük legyen tempó-, hangerő- és ütemváltásokra; ekkor már előfordult, hogy egyvelegként több dalból is játszottak részleteket. Az utolsó versszak után egy rövid jam zárta a dalt. Idővel az improvizáció egyre több szakaszból állt. A How the West Was Won című albumon megjelent 1972-es felvételen a The Crunge és a Walter's Walk riffje is hallható. 1973-ra a vonós szekció előtti részt is kibővítették. Plant gyakran énekelt részleteket Scott McKenzie San Francisco, vagy Joni Mitchell Woodstock című dalából. Ezzel egyidőben a vonós rész Gustav Holst Bolygók című szvitjének Mars tételét is magában foglalta, amit Plant éneke kísért. A dal koncertváltozata Jimmy Page fantázia-jelenetének részeként bekerült a Led Zeppelin 1976-os The Song Remains the Same című koncertfilmjébe. További élő felvételek szerepelnek a Led Zeppelin BBC Sessions és a How the West Was Won című albumokon, valamint a Led Zeppelin DVD-n. 
Luis Rey művész és illusztrátor, a dal 1975-ös élő változatát az alábbi módon osztotta szakaszokra, és részletezte elemeire:
- 1: basszusgitár bevezető és köztes wah-wah pedálos gitárhangok
- 2: fő énektéma
- 3: gyors hangszeres részek és a fő „keleti” riff
- 4: részletek a "San Francisco/Achilles Last Stand" vagy "Woodstock" dalokból
- 5: hegedűvonós gitárbetét, beleértve a visszhang és egyéb gitáreffekteket; közbeiktatva Plant „hangszeres hangjával” és improvizációival, amely a fő téma teljes crescendójához vezet, majd Holst Bolygók című szvitjének Mars tételének megidézése, és a kezdeti ritmusszakasz visszatérése
- 6: gyors gitár szóló és "csata Plant-el"
- 7: lassabb tempójú szóló és funky hangulatok
- 8: Erőszakos szünetek (vonóval) és zenei felelgetések
- 9: Gyorsabb szólók crescendókban és alkalmi break-up tempó
- 10: A Mars új elrendezése (lassú és gyors verziók) és a végső őrület
- 11: Vissza a fő témához
- 12: Coda. Végső hangszeres és vokális csata szinkopált ritmusokban, dobkiállások és utolsó robbanás.

A dal minden turnén szerepelt egészen 1975-ig, a londoni Earls Court Exhibition Centre-beli koncertek után már nem adták elő többet. Page a későbbiekben a következő turnék alkalmával egy-egy szólójánál felidézte a dalt. Ilyen volt az Achilles Last Stand esetében az 1977-es turnén, valamint az 1979-es Knebworth fesztiválon és az 1980-as Európa turnén adott koncerteken az In the Evening intrójában.
A Dazed and Confused a Led Zeppelin 2007. december 10-én, a londoni The O2 arénában, Ahmet Ertegün emlékének adott koncertjén is elhangzott. A dal élő felvételei a következő hivatalos kiadásokon megtalálhatók:
- Led Zeppelin BBC Sessions (1997): Két koncertverzió is felkerült rá. Az egyik 1969. március 3-án a londoni Playhouse Theatre-ben (hosszúsága:6:39), a másik 1971. április 1-én a londoni Paris Theatre-ben került rögzítésre (hosszúsága:18:36). A The Complete Sessions (2016) bónuszlemezén egy harmadik verzió is megjelent, ami 1969. június 27-én került felvételre szintén a Playhouse Theatre-ben.
- Led Zeppelin DVD (2003): Ezen a kiadáson három verziója is megtekinthető. Az első felvétel 1969. március 17-én a dániai Gladsaxe Teen Club-ban lett rögzítve (hosszúsága:9:09), a második a londoni Staines Studio-ban 1969. március 25-én (hosszúsága: 7:31), harmadik pedig a londoni Royal Albert Hallban 1970. január 9-én (hosszúsága:15:10)
- How the West Was Won (2003): A felvétel 1972. június 25-én a Los Angeles-i LA Forumban készült (hosszúsága:25:25)
- The Song Remains the Same film és The Song Remains the Same koncertalbum (1976): A felvétel mindkét esetben a New York-i Madison Square Garden koncerteken készültek 1973 júliusában. A film esetén 29:22 hosszúságú a szám, míg a koncertlemezen 26:53.
- Celebration Day (2012): A felvétel 2007. december 10-én készült a londoni O2 Arena-ban (hosszúsága:11:44), ahol egyetlen koncert erejéig újra felléptek Ahmet Ertegun az Atlantic Records alapítójának emlékére.
- Led Zeppelin (Deluxe Edition) (2014): Az első album remaszterizált újrakiadásához tartozó Live at the Olympia című bónusz koncertlemezre is felkerült. A felvételt 1969. október 10-én rögzítették a párizsi Olympia Theatre-ben (hosszúsága:15:01)

2002-ben a Babe I’m Gonna Leave You dal 1969-es promóciós EP-je korlátozott számban újra elérhetővé vált. Ennek a kiadványnak a B oldalán a "Dazed and Confused" szerepelt, ami bekerült a tíz legjobb és legritkább Led Zeppelin zenegyűjtemény közé. Rick Barrett, a Led Zeppelin emléktárgyainak egyik gyűjtője, több példányát is eladta, a lemezek állapotától függően 300 és 500 dollár közötti áron.
Pontosan nem tudni miért, de Jimmy Page önmagát jelölte meg szerzőként, így Jake Holmes sohasem kapott tiszteletdíjat dalának felhasználásáért. Holmes kezdetben nem értesítette a sajtót, be sem perelte a zenekart, csak egy levelet írt nekik. A levélre nem kapott választ, ő sem írt újabbat. 2010 júniusában azonban Holmes pert indított az Egyesült Államok Kerületi Bíróságán, a szerzői jogok megsértésére hivatkozva, és követelte hogy Page mellett társszerzőként szerepeljen. A pert 2012. január 17-én elutasították, miután Page és Holmes között 2011 őszén, a bíróságon kívül sikerült egy nyilvánosságra nem hozott megállapodást létrehozni. Az ezt követően kiadott Led Zeppelin albumokon, mint a Celebration Day koncertfilmen, valamint a debütáló album 2014-es újrakiadásán Holmes is felvan tüntetve a dal szerzői között, mint aki inspirálta Page-et.
1993-ban készült el a Tökéletlen idők című film (eredeti címe Dazed and Confused), mely 1976-ban játszódik és amerikai fiatalok utolsó középiskolai napját mutatja be. A dal azonban nem hallható a filmben. Richard Linklater filmrendező engedélyt kért az együttestől néhány dal felhasználására, de Robert Plant nemet mondott.
Az Electrasy nevű brit zenekar 2000-ben megjelent In Here We Fall című albumán feldolgozta a dalt, de egyidőben az Aerosmith is megidézte egyes témáit a Sweet Emotion dzsemmelős középrészében. Az Iron Maiden heavy metal együttes egykori énekeseként ismertté vált Blaze Bayley szólózenekarával szintén feldolgozta a számot, amely a 2003-ban kiadott As Live as It Gets koncertlemezére került fel. Az énekes szerint azért esett erre a számra a választása, mert ez a kedvenc Led Zeppelin dala.

## Közreműködők
- Jimmy Page – gitár
- Robert Plant – ének
- John Paul Jones – basszusgitár
- John Bonham – dob

## Elismerések
| Kiadás                     | Ország     | Listák | Év   | Helyezés |
| -------------------------- | ---------- | --- | ---- | -------- |
| Rock and Roll Hall of Fame | USA        | A Rock and Roll hírességek csarnoka által összeállított 500 olyan dal, amelyek alakítottak a rock and rollon | 1994 | *        |
| Pause & Play               | USA        | Időkapszula jellegű dalok                                                                                    | 1998 | *        |
| NME                        | Anglia     | 117 dal a nyár hangulatához                                                                                  | 2003 | *        |
| Toby Creswell              | Ausztrália | Minden idők 1001 legjobb dala                                                                                | 2005 | *        |
| Pitchfork Media            | USA        | Az 1960-as évek 200 legnagyobb dala                                                                          | 2006 | 11       |
| Q                          | Anglia     | A 20 legfontosabb gitár szám                                                                                 | 2007 | 2        |
| Q                          | Anglia     | 21 felvétel, amely megváltoztatta a zenét                                                                    | 2007 | 6        |

## Bibliográfia
- Alexander, Phil. Yardbirds '68, The Yardbirds, JimmyPage.com. JPRLPCD3 (2017)
- Clayson, Alan. The Yardbirds. San Francisco: Backbeat Books (2002). ISBN 0-87930-724-2
- Clayson, Alan. Led Zeppelin: The Origin of the Species: How, Why and Where It All Began, 1st., Chrome Dreams (2006). ISBN 1-84240-345-1
- The Bitter End: Hanging Out at America's Nightclub. Lanham, Maryland: Rowman & Littlefield (2002). ISBN 978-0815412069
- Davis, Stephen. Hammer of the Gods (book). New York City: Ballantine Books (1985). ISBN 0-345-33516-3
- Fast, Susan. In the Houses of the Holy: Led Zeppelin and the Power of Rock Music. Oxford, England: Oxford University Press (2001). ISBN 978-0198033592
- Whole Lotta Led: Our Flight with Led Zeppelin. New York City: Kensington Publishing (2011). ISBN 978-0806535555
- Kaye, Lenny. Live Yardbirds: Featuring Jimmy Page, The Yardbirds, New York City: Epic Records. E 30615 (1971)
- Lewis, Dave. The Complete Guide to the Music of Led Zeppelin (2004. március 18.). ISBN 0-7119-3528-9
- Power, Martin. No Quarter: The Three Lives of Jimmy Page. London: Omnibus Press (2016). ISBN 978-1783235360
- Rey, Luis. Led Zeppelin Live: An Illustrated Exploration of Underground Tapes. The Hot Wacks Press (1997). ISBN 978-0969808077
- Russo, Greg. Yardbirds: The Ultimate Rave-Up. Floral Park, New York: Crossfire Publications [1998] (2016). ISBN 978-0-9791845-7-4
- Russo, Greg. Glimpses 1963–1968, The Yardbirds, United Kingdom: Easy Action. EARS 035 (2011)
- Shadwick, Keith. Led Zeppelin: The Story of a Band and Their Music 1968–1980, 1st, San Francisco: Backbeat Books (2005). ISBN 0-87930-871-0
- Tolinski, Brad. Light and Shade: Conversations with Jimmy Page. Crown Publishing Group (2012). ISBN 978-0-307-98573-6
- Wall, Mick. When Giants Walked the Earth: A Biography of Led Zeppelin. New York City: St. Martin's Griffin (2008). ISBN 978-0-312-59039-0
- Welch, Chris. Led Zeppelin: Dazed and Confused: The Stories Behind Every Song. New York City: Thunder's Mouth Press (1998). ISBN 1-56025-818-7